# Octograma

Um octograma.

Em geometria, um octograma é um polígono de oito lados polígono estrela.

## Geometria
No geral, um octograma é qualquer conjunto de intersecção octógono (polígono de 8 lados).
O octograma regular é marcado por um simbolo Schläfli symbol {8/3}, que significa os 8 lados de uma estrela, sendo que cada um está ligados em 3 pontos.
Há uma figura estrelar composta, {8/2}, composta por dois quadrados, chamados de estrela de Lakshmi.
O simbolo Rub el Hizb é uma figura Unicode no U+06DE.